# Extreme sporten

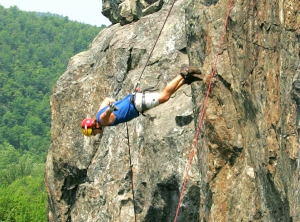
Rapjumpen

Extreme sporten zijn sporten waar gevaar aan is verbonden. Een voorbeeld hiervan is basejumpen: men kan zich hierbij ernstig verwonden en zelfs sterven aan complicaties die men oploopt als men valt. In 2023 verongelukte de wereldkampioen basejumpen in wingsuit Jarno Cordia tijdens een sprong in Zwitserland.
Mensen beoefenen dit soort sporten om er een kick van te krijgen. De bijnieren gaan het hormoon adrenaline maken, dat als een natuurlijke drug werkt. Hierdoor heeft het ook een verslavende werking. Adrenaline-junkies zijn hier verslaafd aan en willen daardoor steeds meer, hoger of sneller.
Daarnaast zijn er mensen die de term "extreem" iets ludieker opvatten en eigen variaties bedenken. Een voorbeeld hiervan in Nederland en Duitsland is extreem strijken.
In Nederland is een bekende extreem-sporter Wim Hof, die streeft naar het weerstaan van extreme koude. 
In België was een bekende extreem-sporter Marc Sluszny.